# BxB Hulk

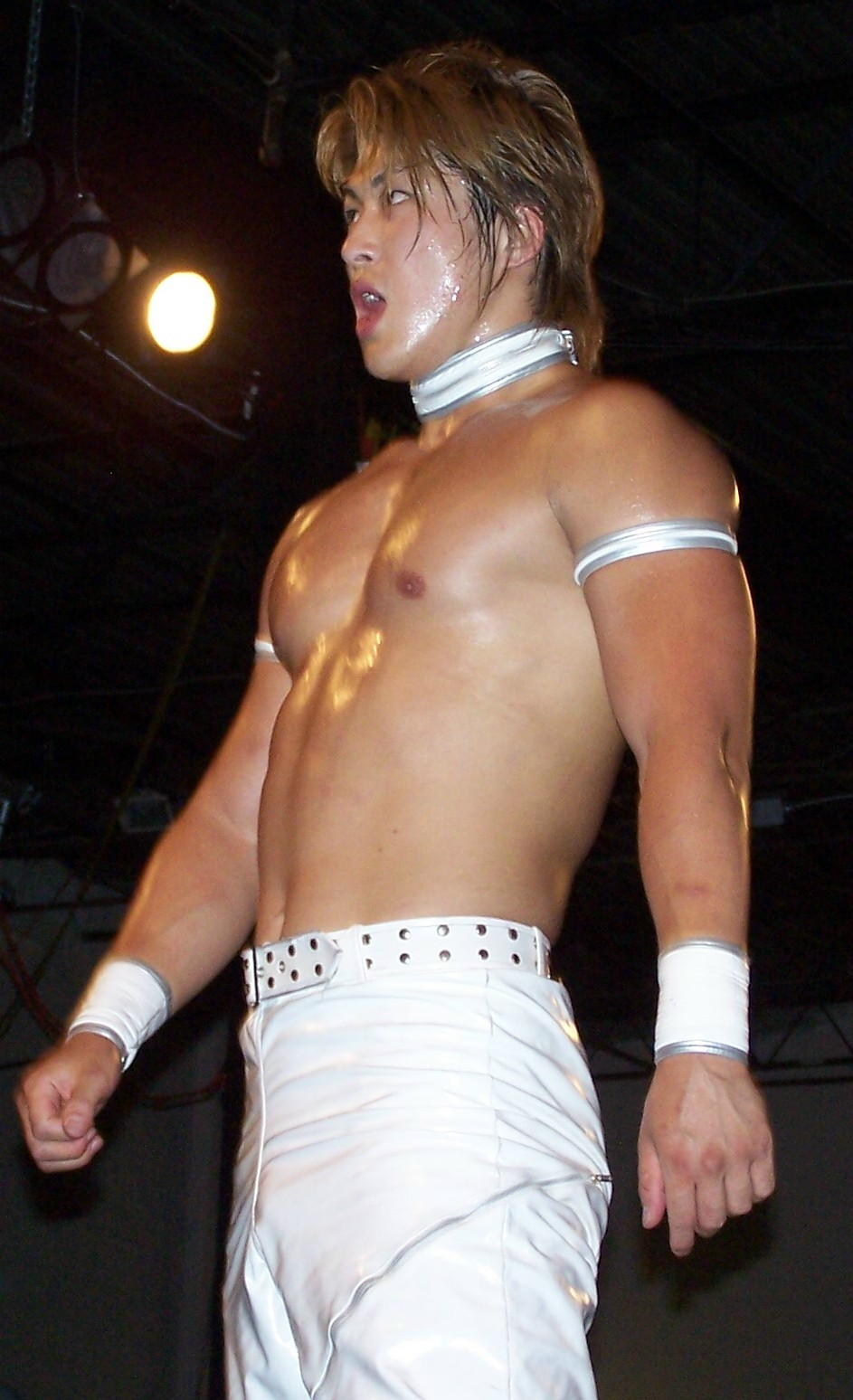
Terumasa Ishihara (2006).

Terumasa Ishihara, mais conhecido pelo ring name de BxB Hulk (pronunciado como Bí Bí Rãlk) é um pro wrestler japonês, atualmente empregado pela Dragon Gate, onde faz parte do stable WORLD-1.

## História
Sendo o segundo aluno da Dragon Gate a se graduar, BxB Hulk estreou em 2005 em um combate contra Susumu Yokosuka. BxB iniciou sua carreira na Dragon Gate no stable Pos. HEARTS, juntamente com Anthony W. Mori e Super Shisa. Em Dezembro de 2006, Pos. HEARTS ganhou o título Open the Triangle Gate de Naruki Doi, Masato Yoshino e Gamma; porém em sua primeira defesa dos títulos, perderam-nos de volta para os ex-campeões. Após este combate, Pos. HEARTS disbandou.
Ele entrou para a facção Typhoon de CIMA; porém, ele e o membro da facção Muscle Outlaw'z, Cyber Kong trairam suas respectivas facções para entrar na recém criada New Hazard, com Shingo Takagi e YAMATO. Enquanto na New Hazard, Hulk ganharia o OTG três vezes e mais notavelmente, ele e Shingo venceriam o GHC Junior Heavyweight Tag Team Championship da Pro Wrestling NOAH em Janeiro de 2008.
Após New Hazard ter-se disbandado por causa de brigas internas, e ter surgido a Real Hazard; BxB Hulk, entrou no WORLD-1, juntamente com m.c.KZ e Naoki Tanizaki.

## No wrestling
- Finishers e signature moves
  - BxB Smash (Sitout Facebuster)
  - BxB Star Press (Shooting Star Press)
  - E.V.O. (Pumphandle Sitout Side Powerslam)
  - E.V.O.P. (Sitout Vertical Suplex Side Powerslam)
  - F.T.X. (Wrist Clutch Sitout Side Powerslam)
  - Kurione Krusher (Jumping Cutter)
  - Mouse Clicker (Rolling Wheel Kick ou Backflip Kick em um oponente correndo)
  - Springboard Spinning Heel Kick
  - Dropkick
    - Dropsault (Executa o dropkick em um oponente em pé; o moonsault em um oponente caído e tenta um pin; o oponente de pé tenta um elbow drop para parar o pin e BxB Hulk sai da frente, fazendo o oponente golpear o wrestler caído)
    - Springboard Dropkick

## Títulos e prêmios
- Dragon Gate
  - Open The Triangle Gate Championship (4 vezes) - com CIMA e Jack Evans (1), Anthony W. Mori e Super Shisa (1) e Cyber Kong e Shingo Takagi (2)

- Pro Wrestling NOAH
  - GHC Junior Heavyweight Tag Team Championship (1 vez) - com Shingo Takagi